# Van Mossel Automotive Group
Van Mossel Automotive Group, kortweg Van Mossel genoemd, is een Nederlands autobedrijf.
Van Mossel Automotive Group is met 10.000 medewerkers in 77 jaar tijd uitgegroeid tot een van de grootste automotive bedrijven in Europa met ruim 500 vestigingen in Nederland, België, Luxemburg, Denemarken, Duitsland, Frankrijk, en het Verenigd Koninkrijk. 
Onderdeel van de Van Mossel Automotive Group is een Autoschade Groep. Ook behoort International Car Lease Holding tot de groep. Hieronder vallen de leaselabels Van Mossel Autolease, J&T Autolease, DirectLease en Westlease.
Naast de dealer & lease bedrijven bestaan nog Van Mossel schadeherstelbedrijven, Van Mossel Glasservice, Van Mossel Klein schadeherstel, Van Mossel Financial Services, Van Mossel Energie, Van Mossel Car Solutions voor carrosseriebouw, belettering of inrichtingen van je bedrijfswagens

## Geschiedenis
In 1941 behaalt de oprichter van autobedrijf Van Mossel, W.B.J. (Wilhelm Bernardus Jesaias) van Mossel zijn Bovag diploma.

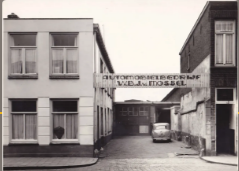
Automobielbedrijf Van Mossel

In 1947 richt Wim van Mossel “Automobielbedrijf W.B.J. van Mossel” op, gevestigd aan de Krommeweg 7 in Den Bosch. In de loop van 1949 verhuist hij het autobedrijf naar de Oostwal 36 in Den Bosch.
In 1954 ontvangt Wim van Mossel officieel dealerschap van het merk Volkswagen voor zijn vestiging aan de haven van Waalwijk.

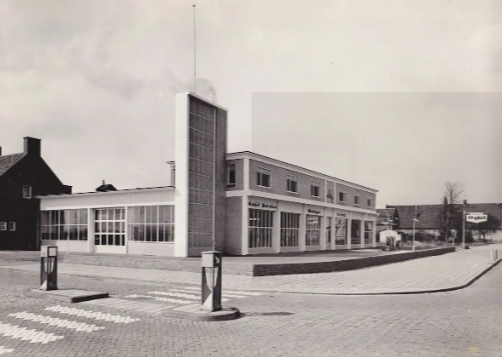
Nieuwe locatie in Waalwijk

In 1957 wordt gestart met de nieuwbouw van Autobedrijf Van Mossel aan de Grotestraat in Waalwijk. Op 12 april 1958 wordt het bedrijf op haar nieuwe locatie in gebruik genomen.
In 1974 ontvangt Autobedrijf Van Mossel dealerschap van het merk Audi.
Op 15 juli 1988 neemt Eric Berkhof  het bedrijf over.
In 1992 wordt Van Mossel Leasing opgericht voor betere binding met de zakelijke markt en het vasthouden van de relatie met eindgebruikers. In 1996 wordt het eerste schadebedrijf toegevoegd aan de Van Mossel Groep.
In 2005 wordt het nieuwe hoofdkantoor gerealiseerd aan de Kraaivenstraat in Tilburg. Hier wordt tevens het Bedrijfswagencentrum gevestigd.
BEE Holding wordt gevormd om de Van Mossel Groep verder te laten groeien. In de daaropvolgende jaren worden de automerken Opel, Ford, Peugeot, Citroën, Land Rover en Jaguar toegevoegd.
In juni 2016 wordt de naam gewijzigd in Van Mossel Automotive Group. In 2018 worden de merken Seat, Škoda, Mercedes-Benz, Smart, Renault, Dacia en Nissan toegevoegd.
In 2020 worden een groot aantal overnames gedaan in zowel Nederland, Belgie als Luxemburg. Dit maakt Van Mossel tot grootste automotive groep in de Benelux.

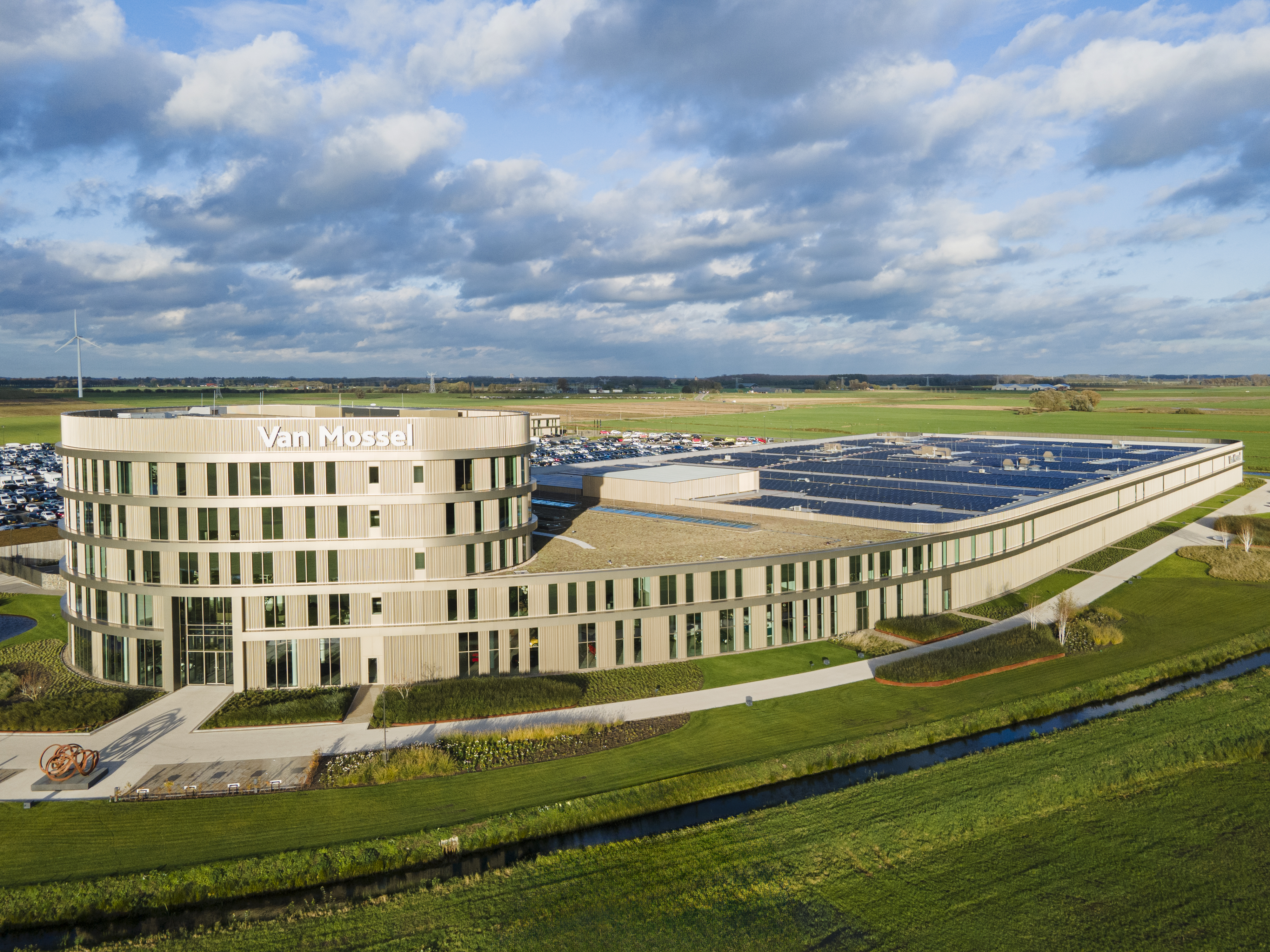
Van Mossel Automotive Group Hoofdkantoor in Waalwijk (2022)

In 2022 bouwt Van Mossel Automotive Group een nieuw hoofdkantoor en logistiek centrum op een terrein van bijna 13 hectare. 